# 1877 aux échecs
| Années des échecs : 1874 - 1875 - 1876 - 1877 - 1878 - 1879 - 1880    |
| Décennies des échecs : 1840 - 1850 - 1860 - 1870 - 1880 - 1890 - 1900 |

Cet article présente les faits marquants de l'année 1877 aux échecs.

## Événements majeurs
- Début de l'International Postal Card Chess Tourney, match en équipe par correspondance entre une équipe anglaise, incluant notamment George Gossip, et une équipe américaine, incluant notamment Ellen Gilbert[1].

## Championnats nationaux
- Empire allemand, MDSB[Note 1] : Louis Paulsen remporte la dernière édition du championnat de la MDSB [2].
- Canada : Henry Howe remporte le championnat[3].

## Divers
- 18 juillet : Création de la Fédération allemande des échecs, à Leipzig[4].

## Naissances
- Frank Marshall

## Nécrologie
- 24 février : Eugène Rousseau
- 27 septembre : Oscar Gelbfuhs (en)